# Nadia Fanchini
Nadia Fanchini (ur. 25 czerwca 1986 w Lovere) – włoska narciarka alpejska, dwukrotna medalistka mistrzostw świata.

## Kariera
Jako juniorka Nadia Fanchini zdobyła cztery medale MŚJ: złoty w supergigancie na mistrzostwach świata juniorów w Mariborze (2004), a także złote w zjeździe i gigancie oraz srebrny w supergigancie podczas mistrzostw świata juniorów w Bardonecchii.
Pierwszą dużą imprezą wśród seniorek były dla niej mistrzostwa świata w Bormio w 2005 roku, gdzie była czwarta w supergigancie. Walkę o podium Włoszka przegrała z Julią Mancuso z USA. W 2006 roku wystąpiła na igrzyskach olimpijskich w Turynie zajmując 8. miejsce w gigancie, 10. w zjeździe, 20. w kombinacji i 38. w supergigancie. Na rozgrywanych trzy lata później mistrzostwach świata w Val d’Isère zdobyła medal brązowy w zjeździe, ulegając jedynie Amerykance Lindsey Vonn oraz Larze Gut ze Szwajcarii. Kolejny medal zdobyła podczas mistrzostw świata w Schladming, gdzie była druga w tej konkurencji - szybsza była tylko Francuzka Marion Rolland.
Pierwsze miejsce na podium w zawodach Pucharu Świata wywalczyła 1 grudnia 2006 roku w Lake Louise, gdzie była trzecia w zjeździe. Nieco ponad dwa lata później, 7 grudnia 2008 roku w tej samej miejscowości odniosła swoje pierwsze pucharowe zwycięstwo zajmując pierwsze miejsce w supergigancie.
31 stycznia 2010 roku doznała kontuzji więzadeł krzyżowych wskutek upadku podczas supergiganta w Sankt Moritz. Uraz ten wykluczył jej udział w igrzyskach w Vancouver oraz nie wystąpiła już do końca sezonu. W sezonie 2010/2011 nie startowała również w żadnych zawodach. Ostatecznie do rywalizacji powróciła w styczniu 2012 roku.
Jej siostra Elena również była narciarką alpejską.
W 2020 r. zakończyła karierę.

## Osiągnięcia

### Igrzyska olimpijskie
| Miejsce | Dzień     | Rok  | Miejscowość | Konkurencja | Czas zawodów | Strata | Zwyciężczyni              |
| ------- | --------- | ---- | ----------- | ----------- | ------------ | ------ | ------------------------- |
| 10.     | 15 lutego | 2006 | Turyn       | Zjazd       | 1:56,49      | +1,35  | Michaela Dorfmeister      |
| 20.     | 18 lutego | 2006 | Turyn       | Kombinacja  | 2:51,08      | +6,07  | Janica Kostelić           |
| 38.     | 20 lutego | 2006 | Turyn       | Supergigant | 1:32,47      | +3,99  | Michaela Dorfmeister      |
| 8.      | 24 lutego | 2006 | Turyn       | Gigant      | 2:09,19      | +2,27  | Julia Mancuso             |
| 22.     | 12 lutego | 2014 | Soczi       | Zjazd       | 1:41,57      | +1,91  | Dominique Gisin Tina Maze |
| 10.     | 15 lutego | 2014 | Soczi       | Supergigant | 1:25,52      | +1,68  | Anna Fenninger            |
| 4.      | 18 lutego | 2014 | Soczi       | Gigant      | 2:36,87      | +0,38  | Tina Maze                 |

### Mistrzostwa świata
| Miejsce | Dzień       | Rok  | Miejscowość       | Konkurencja     | Czas zawodów | Strata | Zwyciężczyni   |
| ------- | ----------- | ---- | ----------------- | --------------- | ------------ | ------ | -------------- |
| 4.      | 30 stycznia | 2005 | Bormio            | Supergigant     | 1:17,64      | +0,79  | Anja Pärson    |
| DNF1    | 8 lutego    | 2005 | Bormio            | Gigant          | 2:13,63      | -      | Anja Pärson    |
| DNF1    | 6 lutego    | 2007 | Åre               | Supergigant     | 1:20,18      | -      | Anja Pärson    |
| DSQ     | 9 lutego    | 2007 | Åre               | Superkombinacja | 2:00,02      | -      | Anja Pärson    |
| 13.     | 11 lutego   | 2007 | Åre               | Zjazd           | 1:26,89      | +1,47  | Anja Pärson    |
| 9.      | 3 lutego    | 2009 | Val d’Isère       | Supergigant     | 1:20,73      | +2,02  | Lindsey Vonn   |
| 3.      | 9 lutego    | 2009 | Val d’Isère       | Zjazd           | 1:30,31      | +0,57  | Lindsey Vonn   |
| 21.     | 5 lutego    | 2013 | Schladming        | Supergigant     | 1:35,39      | +2,24  | Tina Maze      |
| 2.      | 10 lutego   | 2013 | Schladming        | Zjazd           | 1:50,00      | +0,16  | Marion Rolland |
| DNF1    | 14 lutego   | 2013 | Schladming        | Gigant          | 2:08,06      | -      | Tessa Worley   |
| 12.     | 3 lutego    | 2015 | Vail/Beaver Creek | Supergigant     | 1:12,17      | +1,88  | Anna Fenninger |
| 12.     | 6 lutego    | 2015 | Vail/Beaver Creek | Zjazd           | 1:47,34      | +1,45  | Tina Maze      |
| 16.     | 12 lutego   | 2015 | Vail/Beaver Creek | Gigant          | 2:22,63      | +3,47  | Anna Fenninger |

### Mistrzostwa świata juniorów
| Miejsce | Dzień     | Rok  | Miejscowość  | Konkurencja | Czas zawodów | Strata | Zwyciężczyni                |
| ------- | --------- | ---- | ------------ | ----------- | ------------ | ------ | --------------------------- |
| 6.      | 10 lutego | 2004 | Maribor      | Zjazd       | 1:12,23      | +1,24  | Maria Riesch                |
| 1.      | 12 lutego | 2004 | Maribor      | Supergigant | 1:26,79      | -      | ex aequo Andrea Fischbacher |
| 9.      | 13 lutego | 2004 | Maribor      | Gigant      | 2:21,39      | +3,98  | Maria Riesch                |
| DNF2    | 15 lutego | 2004 | Maribor      | Slalom      | 1:40,73      | -      | Kathrin Zettel              |
| 1.      | 23 lutego | 2005 | Bardonecchia | Zjazd       | 1:28,84      | -      | -                           |
| 2.      | 24 lutego | 2005 | Bardonecchia | Supergigant | 1:26,81      | -      | Andrea Fischbacher          |
| 1.      | 26 lutego | 2005 | Bardonecchia | Gigant      | 2:21,34      | -      | -                           |

### Puchar Świata

#### Miejsca w klasyfikacji generalnej
- sezon 2003/2004: 112.
- sezon 2004/2005: 37.
- sezon 2005/2006: 22.
- sezon 2006/2007: 33.
- sezon 2007/2008: 38.
- sezon 2008/2009: 9.
- sezon 2009/2010: 28.[2]
- sezon 2011/2012: 76.
- sezon 2012/2013: 37.
- sezon 2013/2014: 18.
- sezon 2014/2015: 12.
- sezon 2015/2016: 14.
- sezon 2016/2017: 37.
- sezon 2017/2018: 27.
- sezon 2018/2019: 28.

#### Zwycięstwa w zawodach
1. Lake Louise – 7 grudnia 2008 (supergigant)
2. La Thuile – 20 lutego 2016 (zjazd)

#### Miejsca na podium w zawodach
1. Lake Louise – 1 grudnia 2006 (zjazd) – 3. miejsce
2. Sestriere – 9 lutego 2008 (zjazd) – 3. miejsce
3. Crans Montana – 8 marca 2008 (zjazd) – 3. miejsce
4. Lake Louise – 5 grudnia 2008 (zjazd) – 2. miejsce
5. Lake Louise – 7 grudnia 2008 (supergigant) – 1. miejsce
6. Sankt Moritz – 20 grudnia 2008 (supergigant) – 3. miejsce
7. Bansko – 27 lutego 2009 (zjazd) – 3. miejsce[3]
8. Åre – 12 marca 2009 (supergigant) – 2. miejsce
9. Haus – 10 stycznia 2010 (supergigant) – 3. miejsce[4]
10. Are – 13 marca 2015 (gigant) – 2. miejsce
11. La Thuile – 19 lutego 2016 (zjazd) – 3. miejsce
12. Bad Kleinkirchheim – 14 stycznia 2018 (zjazd) – 3. miejsce